# Sakiko Akutsu
Sakiko Akutsu –en japonés, 阿久津 咲子, Akutsu Sakiko– (20 de enero de 1998) es una deportista japonesa que compite en natación sincronizada. Ganó dos medallas de bronce en el Campeonato Mundial de Natación de 2017, en las pruebas de equipo técnico y combinación libre.

## Palmarés internacional
| Campeonato Mundial | Campeonato Mundial | Campeonato Mundial | Campeonato Mundial |
| Año                | Lugar              | Medalla            | Prueba             |
| ------------------ | ------------------ | ------------------ | ------------------ |
| 2017               | Budapest (Hungría) | Medalla de bronce  | Equipo técnico     |
| 2017               | Budapest (Hungría) | Medalla de bronce  | Combinación libre  |